# Бленда (героиня скандинавской мифологии)

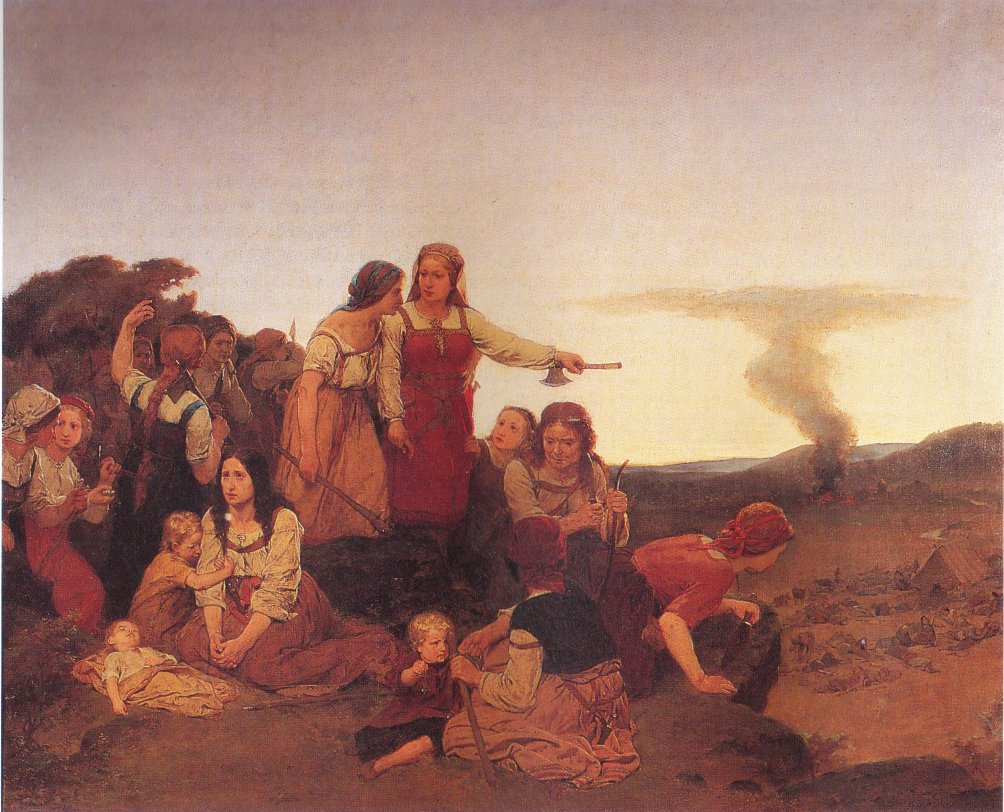
Август Мальмстрём. «Бленда»

Бленда (швед. Blenda) — героиня шведской «Саги о Бленде» (швед. Blendasägnen), образца народного творчества; уроженка Смоланда, которая повела женщин Веренда на бой против датской армии и уничтожила датский отряд, остановив вторжение на шведские земли. Историки предполагают, что легенда о Бленде основана на подвиге женщин в битве при Бравеллире.

## Легенда
Согласно легенде, события произошли в «эпоху Эллы», короля гётов, который повёл своё племя на норвежские земли. Он взял в своё войско многих мужчин из южных и западных гётов («гётских всадников», жителей Смоланда), оставив весь Смоланд беззащитным. Воспользовавшись этим, датчане напали на незащищённые земли. В одной из сотен, Конга, жила женщина благородного происхождения Бленда, и когда она узнала о нападении, то решила собрать всех женщин из сотен Конга, Альбо, Кинневальд, Норрвидинге и Уппвидинге в единое войско, чтобы остановить незваных гостей.
Женщины собрались в местечке Бравеллир, которое, по смоландским легендам, находилось где-то в Веренде (не в Эстергётланде). Они пошли на хитрость: когда прибыли датские всадники, они встретили их приветливо и заявили, что поражены их силой и мужеством. Они пригласили их на ужин, принеся много еды и напитков, а когда датчане напились вусмерть и заснули, все женщины выхватили у них оружие и перебили их всех  топорами и палками. Вернувшийся король Элла пребывал в восхищении от того, кто остановил врагов.
В награду король уравнял всех женщин Веренда в правах с мужчинами относительно участия в наследстве, а также даровал каждой право носить шарф как знак отличия и символ вечной бдительности. Пять сотен были объединены в землю Веренд, что в переводе со шведского означало «защита» — ведь именно на этом рубеже были остановлены датчане. Деревню Бленды переименовали в «Вернсланда» (швед. Värnslanda), а поле боя стало называться «Блендинге» (швед. Bländinge).

## Соответствие реальной истории

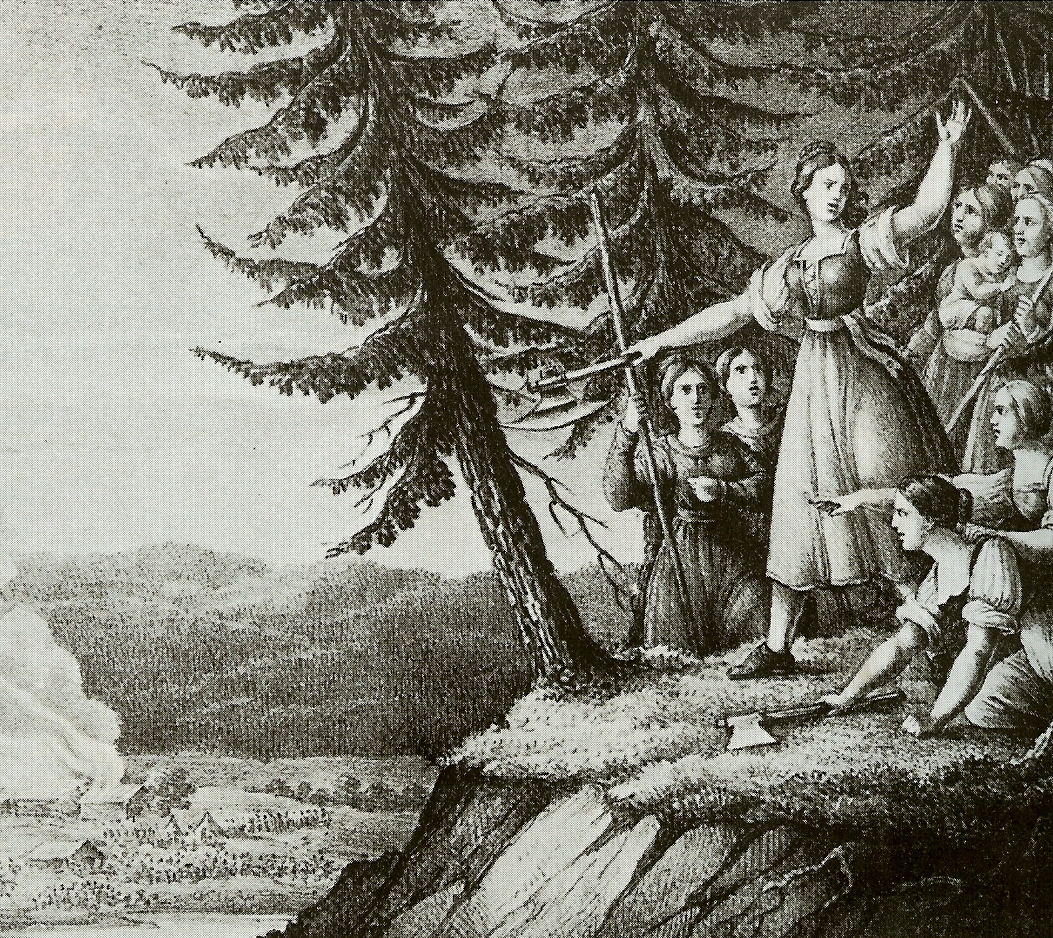
Гуго Гамильтон, «Смоландские девушки» (1830)

Впервые легенду связали с реальными фактами о праве наследия в книге Йохана Стернхёка De iure sueonum et gothorum vetusto (1672). Автор утверждал, что король Сигурд Кольцо (Хокон Кольцо) даровал права наследования женщинами после битвы при Бравеллире (Бровалле), в которой западные гёты и свеи сокрушили армию восточных гётов и данов Харальда Боезуба, убитого в том бою. В 1680-е и 1690-е годы эту легенду стали рассказывать в разных формах, чтобы защитить равные права наследования мужчин и женщин. В окончательной и наиболее известной форме легенду записал Петер Рудебек (1660—1710), который для этого много путешествовал и составил много сочинений о традициях, обычаях, легендах, мифах и сказках Смоланда. Легенда нашла своё отражение в классической культуре: в 1813 году Эрик Юхан Стагнелиус опубликовал романтическую поэму «Бленда», в 1874 году была поставлена опера «Бленда» Людвигом Йозефсоном.
Многие историки предполагают, что битва могла произойти в конце V — начале VI века нашей эры, поскольку в германских племенах ещё до принятия христианства было обыденным участие женщин — дев-воительниц в сражениях, и 300 таких дев-воительниц сражались в битве при Бровалле в 750 году. По другим версиям, это сражение могло произойти до встречи в Кунгахелле трёх скандинавских королей — шведского Инге I Старшего, норвежского Магнуса III Голоногого и датского Эрика I Доброго. Также рассматриваются версии о сражении в 1123 году во время похода Сигурда I на Кальмар, во время нападения Свена III на Швецию в 1150-е (версия Свена Ладербринга) или во время похода Эрика V на Смоланд в 1270-е. Однако Карл Юхан Шлихтер (1795—1888) утверждал, что легенду выдумали, только чтобы объяснить, почему женщины должны быть уравнены в правах наследования с мужчинами.